# Al Forbes
Pour les articles homonymes, voir Forbes (homonymie).
Al Forbes né le 5 avril 1891 à Halifax (Nouvelle-Écosse) (Canada), et mort le 6 juillet 1931 à Los Angeles (Californie), est un acteur canado-américain de l'époque du cinéma muet. 

## Filmographie partielle
- 1923 : Sous deux chapeaux (en) (Under Two Jags) de George Jeske
- 1923 : Le Héros de l'Alaska (The Soilers) de Ralph Ceder
- 1924 : Drame au bureau de poste (Postage Due) de George Jeske
- 1924 : Le Facteur incandescent (Near Dublin) de Ralph Ceder
- 1924 : Rupert of Hee Haw (en) de Scott Pembroke
- 1924 : Écossez-moi (Short Kilts) de George Jeske